# Wauri
Wauri – pochodząca z Wielkiego Kajmana gra typu mankala

## Reguły gry
Gra odbywa się na desce z dwoma rzędami dołków, w każdym rzędzie po 6 – własnym znajdującym się po swojej stronie deski oraz przeciwnika po stronie przeciwnika. Oprócz tego po lewej i prawej stronie znajdują się dwa dołki zwane bazami. Po prawej własna i po lewej przeciwnika. W dołkach (oprócz bazowych) znajduje się z początku po 4 kamienie.
|  |  |  |  |  |  |  |  |
|  |  |  |  |  |  |  |  |

Gracze wykonują ruchy na przemian według następujących zasad:
- ruchy wykonuje się w kierunku przeciwnym do kierunku ruchu wskazówek zegara;
- gracz wyjmuje wszystkie kamienie z dowolnego dołka w rzędzie własnym, a następnie wkłada po kolei po jednym do kolejnych dołków, poczynając od tego po prawej tego z którego wyjął (również do własnej bazy, jednak nie do bazy przeciwnika);
- jeśli ostatni kamień wpadł do własnej bazy, gracz wykonuje jeszcze jeden ruch. Powtarza się to dopóki ostatni kamień nie wpadnie do innego dołka;

Grę wygrywa gracz niemogący wykonać ruchu (wszystkie dołki po jego stronie są puste gdy przypada na niego kolej ruchu).

## Odmiany
Grę wygrywa gracz, po którego stronie wszystkie dołki będą puste. Również gdy przeciwnik mógłby w swym ruchu przynajmniej jeden zapełnić umożliwiając mu dalsze ruchy.